# Селюгино (Псковский район)
Селюгино — деревня в Ядровской волости Псковского района Псковской области.
Расположена на правом берегу реки Многа, в 14 км от южной границы Пскова и деревни Черёха.
| 2001 | 2002 | 2010 | 2016 |
| ---- | ---- | ---- | ---- |
| 24   | ↘17  | ↗29  | ↗52  |